# One for All (The Real Group-album)
One for All är ett musikalbum av a cappella-gruppen The Real Group och är från 1998. På skivan medverkar munspelaren Toots Thielemans som gästartist. Låtarna 10–12 är tre sånger som hör ihop. Det är texter av Emily Dickinson som Margareta Jalkéus senare satt musik till.

## Låtlista
1. "We're Five" (Anders Edenroth) – 4:50
2. "For My Lady" (Toots Thielemans) – 4:47
3. "The Venture of Living" (Peder Karlsson) – 4:08
  - Lead: Peder Karlsson
4. "I Found the Key" (Katarina Stenström) – 3:33
  - Lead: Katarina Stenström
5. "Walking Down the Street" (Margareta Jalkéus) – 3:03
6. "Hard to Say Goodbye" (Musik: Toots Thielemans – text: Anders Edenroth) – 3:59
  - Lead: Margareta Jalkéus
7. "The Wonderful World of Sports" (Anders Edenroth) – 2:30
  - Lead: Anders Edenroth
8. "I Sing, You Sing" (Anders Edenroth) – 3:22
  - Lead: Katarina Stenström
9. "Splanky" (Neal Hefti) – 3:44
  - Lead: Katarina Stenström, Margareta Jalkéus
  - Three poems: (Text: Emily Dickinson – musik: Margareta Jalkéus)

  1. "A Word" – 1:25
  2. "Simplicity" – 0:56
  3. "The Lost Jewel" – 1:43
    - Lead: Margareta Jalkéus
10. "Vem kan segla förutan vind" (Trad.) – 3:36
11. "Small Talk" (Anders Edenroth) – 3:33
12. "One Summer" (Peder Karlsson) – 3:40
  - Lead: Margareta Jalkéus
13. Swedish Hit Medley: – 4:39
  1. "Hooked on a Feeling" (Mark James)
    - Lead: Peder Karlsson

  2. "Dancing Queen" (Benny Andersson, Stikkan Anderson, Björn Ulvaeus)
    - Lead: Katarina Stenström

  3. "It Must Have Been Love" (Per Gessle)
    - Lead: Anders Edenroth

  4. "The Sign" (Jonas Berggren)
    - Lead: Margareta Jalkéus

  5. "Cotton Eye Joe" (Musik: Trad. – text: Pat Reiniz, Örjan "Öban" Öberg, Jan Ericsson)
    - Lead: Anders Jalkéus

## Arrangemang
- Anders Edenroth (spår 1, 2, 6–8, 14)
- Margareta Jalkéus (spår 5, 9–12)
- Peder Karlsson (spår 3, 13, 15)
- Katarina Stenström (spår 4)
- Thomas Bergquist (spår 16)

## Medverkande
- The Real Group:
  - Margareta Jalkéus
  - Katarina Stenström
  - Anders Edenroth
  - Peder Karlsson
  - Anders Jalkéus
- Toots Thielemans – munspel (spår 2, 13)
- Johanna Nyström – sång (spår 14, 16)

## Listplaceringar
| Lista (1998–99) | Topplacering |
| --------------- | ------------ |
| Sverige         | 33           |
| Norge           | 21           |